# Lycochoriolaus lyciformis
Lycochoriolaus lyciformis är en skalbaggsart som först beskrevs av Francis Polkinghorne Pascoe 1866.  Lycochoriolaus lyciformis ingår i släktet Lycochoriolaus och familjen långhorningar. Inga underarter finns listade i Catalogue of Life.